# New Berlin (Teksas)
New Berlin – miasto w Stanach Zjednoczonych, w stanie Teksas, w hrabstwie Guadalupe.